# Przymierze Prawicy
Het Verbond van Rechts (PP) (Pools: Przymierze Prawicy) was een Poolse politieke partij van conservatieve signatuur, die heeft bestaan in de jaren 2001-2002.
De partij werd opgericht op 26 maart 2001 als een afsplitsing van twee partijen, de Conservatieve Volkspartij (SKL) en de Christelijk-Nationale Unie (ZChN). De eerste groep betrof een aantal politici (onder wie oud-partijvoorzitter Mirosław Styczeń en minister van cultuur Kazimierz Michał Ujazdowski) die het oneens waren met het besluit van de SKL om Verkiezingsactie Solidariteit (AWS) te verlaten en in plaats daarvan te gaan samenwerken met het pas opgerichte Burgerplatform. Tot de tweede groep behoorden onder meer Marek Jurek, Kazimierz Marcinkiewicz en Marian Piłka. 
In april 2001 had de nieuwe partij 18 vertegenwoordigers in de Sejm en 3 in de Senaat, die aanvankelijk binnen de AWS opereerden. Op 9 december 2001 werd Kazimierz Michał Ujazdowski op het eerste partijcongres tot voorzitter gekozen.
Aan de parlementsverkiezingen van 2001 werd door de PP deelgenomen op een gemeenschappelijke lijst met de nieuwe partij Recht en Rechtvaardigheid (PiS). Van de 44 zetels die de PiS in de Sejm behaalde, waren er 17 afkomstig uit de PP. Op 2 juni 2002 ging de PP geheel op in de PiS. 
Een deel van de vroegere PP-leden zou, onder aanvoering van Marek Jurek, in 2007 uit de PiS stappen om een nieuwe partij te vormen, Rechts van de Republiek. 